# Mexibyrsa
Mexibyrsa is een geslacht van wantsen uit de familie van de Tingidae (Netwantsen). Het geslacht werd voor het eerst wetenschappelijk beschreven door Alexander H. Knudson in 2018.

## Soorten
Het genus is monotypisch en bevat alleen de volgende soort:

- Mexibyrsa woolleyi Knudson, 2018